# Hammerfrost
Hammerfrost – drugi album muzyczny rosyjskiej grupy Viking metalowej Nomans Land, pochodzącej z Petersburga. Album ten został wydany 21 lutego 2005 roku przez wytwórnię muzyczną Einheit Produktionen z Niemiec. Była to pierwsza płyta po podpisaniu umowy między wytwórnią a zespołem. Na płycie tej po raz pierwszy pojawił się w twórczości zespołu keyboard oraz ostry wokal, przez który Nomans Land bywa od tamtej pory określany mianem Viking/black metalu.
Materiał do albumu został zmiksowany w czasie od sierpnia 2002 roku do marca 2003 w rosyjskim Kalipso Studios, opóźnienie w wydaniu albumu nastąpiło poprzez poszukiwania przez zespół wytwórni płytowej i kłótnie z wokalistą Antonem Wildem, który ostatecznie po wydaniu krążka opuścił zespół.

## Lista utworów
1. "Lord of the Seas" - 5:31
2. "Konung" - 5:28
3. "Breath of the North" - 6:38
4. "At the Odin's Feast" - 2:56
5. "Triumph of Winter" - 5:06
6. "Source of Mimir" - 4:13
7. "Ale" - 1:46
8. "Twilight of the Ages" - 4:44
9. "Fjell og Fjord" - 3:35
10. "Balfor" - 7:06

## Wykonawcy
- Sigurd - czysty wokal, gitara elektryczna,
- Hjervard - gitara basowa,
- Ainar - perkusja,
- Anton Wild - ostry wokal,
- Torvald - gitara elektryczna,
- Ilya Denisov - keyboard,
- Igor Pelekhaty - keyboard